# زنگبار (اردبیل)
زنگبار یک منطقهٔ مسکونی در ایران است که در استان اردبیل واقع شده‌است. براساس سرشماری مرکز آمار ایران در سال ۱۳۹۵، زنگبار ۱۵۱ نفر جمعیت دارد.